# Pergamski muzej
Pergamski muzej (njem. Pergamonmuseum) je muzej smješten na Muzejskom otoku u Berlinu. Projektirali su ga Alfred Messel i Ludwig Hoffmann, a gradio se dvadeset godina - između 1910. i 1930. U Pergamskom muzeju su glavne atrakcije vjerno i u nekadašnjoj veličini rekonstruirane monumentalne građevine kao što su Ištarine dveri, Pergamski oltar i Vrata tržnice u Miletu, a koje se sastoje od originalnih dijelova dovezenih iz Turske (što je kasnije postalo predmet međunarodne kontroverze).

## Kolekcija
Muzej je podijeljen na antičku zbirku (Antikensammlung), Srednjoistočni muzej (Vorderasiatisches Museum) i Muzej islamske umjetnosti (Museum für Islamische Kunst). Svake godine ga posjećuje oko 5.135.000 ljudi, što ga je godine 2007. učinilo najposjećenijim umjetničkim muzejom u Njemačkoj i 9. muzejom po posjećenosti u svijetu.
Antička zbirka (Antikensammlung) potječe iz privatne kolekcije izbornih kneževa Brandenburga. Ona dobiva status muzeja 1698. kada je nakon njemačkih iskopavanja u Grčkoj (Olimpija, Magnezija, Samos) i Maloj Aziji (Pergam, Milet, Priene, Cipar i Didima) zbirka izrasla u jednu od najznačajnijih u svijetu. Danas je umjetnička antička zbirka dostupne javnosti na dva mjesta: u Altes Museumu, gdje su uglavnom djela starogrčke umjetnosti i Pergamskom muzeju, gdje se možete diviti arhitektonskim zdanjima i skulpturama stare Grčke i Rima.
Srednjoistočni muzej (Vorderasiatisches Museum) uključuje sve objekte umjetnosti i arhitekture sumerske, babilonske, hetitske i asirske umjetnosti koje su otkrili njemački arheolozi tijekom iskapanja koja je, među ostalima, financiralo Njemačko orijentalno društvo (Deutsche Gesellschaft Orient). Najpoznatiji eksponati u muzeju su Ištarine dveri i fasada prijestolne sobe Nabukodonozora II.
Muzej islamske umjetnosti (Museum für Islamische Kunst) sadrži djela islamske umjetnosti razvijene u području od Španjolske do Indije između 8. do 19. stoljeća. Većina izložaka su iz Egipta, Bliskog istoka i Irana, gdje su njemački arheolozi proveli intenzivna iskapanja. Osim toga, muzej posjeduje zbirku kaligrafija i iluminacija Mogulskog Carstva u Indiji. Najpoznatiji eksponati u muzeju su Pročelje Mšate (Jordan), Soba iz Alepa (Sirija), Mihrab iz Kašana (Iran) i Kupola iz Alhambre (Španjolska).
- Hetitski lav s gradskog portala
- Reljefi s Inaninog hrama u Babilonu
- Perzijski ratnici iz Suse
- Mihrab iz Kašana
- Soba iz Alepa, 17. st.

## Vanjske poveznice
- Pergamon Museum - webstranica muzeja